# Erik Wegh
Erik Wegh (Gendt, 7 maart 1980) is een Nederlands voetballer die als middenvelder speelde.
Wegh speelde in zijn jeugd voor VV De Bataven en Vitesse. Hij maakte zijn debuut in het betaalde voetbal op 20 mei 2001 in de wedstrijd Roda JC-N.E.C. (4-1), toen hij na 66 minuten inviel voor Peter van Putten. Bij N.E.C. speelde hij tot en met seizoen 2002/2003 veertien wedstrijden.
Wegh vertrok vervolgens naar de toen net opgerichte proftak van AGOVV Apeldoorn. In Apeldoorn groeide de verdediger uit tot basisspeler en bleef zodoende drie seizoenen actief op Sportpark Berg & Bos. In 2006 vertrok hij naar FC Volendam, waar hij een contract voor twee seizoenen tekende. Na de eerste competitiehelft verloor hij zijn basisplaats in Volendam, waardoor hij na één seizoen transfervrij mocht vertrekken. In mei 2007 tekende Wegh een tweejarig contract bij Cambuur. Hij diende dat uit, maar kreeg geen verlenging aangeboden.
Wegh kwam vervolgens onder voorbehoud tot een akkoord over een terugkeer bij zijn oude club VV De Bataven, tenzij er een profavontuur voorbij zou komen. Dat kwam er begin juli 2009. FC Oss bood hem een dubbelfunctie aan als accountmanager commerciële zaken en voetballer op amateurbasis, met de mogelijkheid een (semi)profcontract te verdienen.
In 2011 ging hij terug naar VV De Bataven. Daar speelde hij tot medio 2013 in het eerste team en ging vervolgens in een lager team spelen. Ook werd hij daar jeugdtrainer.

## Clubstatistieken
| seizoen | club                  | duels | goals | competitie       |
| ------- | --------------------- | ----- | ----- | ---------------- |
| 2000/01 | N.E.C.                | 2     | 0     | Eredivisie       |
| 2001/02 | N.E.C.                | 7     | 0     | Eredivisie       |
| 2002/03 | N.E.C.                | 5     | 0     | Eredivisie       |
| 2003/04 | AGOVV Apeldoorn       | 31    | 2     | Eerste divisie   |
| 2004/05 | AGOVV Apeldoorn       | 25    | 2     | Eerste divisie   |
| 2005/06 | AGOVV Apeldoorn       | 23    | 3     | Eerste divisie   |
| 2006/07 | FC Volendam           | 22    | 2     | Eerste divisie   |
| 2007/08 | SC Cambuur-Leeuwarden | 24    | 0     | Eerste divisie   |
| 2008/09 | SC Cambuur-Leeuwarden | 16    | 1     | Eerste divisie   |
| 2009/10 | FC Oss                | 34    | 0     | Eerste divisie   |
| 2010/11 | FC Oss                | 17    | 1     | Zondag Topklasse |
| Totaal  | Totaal                | 206   | 11    |                  |